# Aburukuwa
L' aburukuwa (également connu sous le nom d'Abrukwa) est un tambour ouvert du peuple Akan et du peuple Asante du Ghana . Il est un aigu tambour parlant utilisé par les Akans , en forme de bouteille avec sa peau est maintenu par des chevilles. Il est généralement joué avec des bâtons incurvés. Son son ressemble au chant d'un oiseau du même nom.
Aburukuwa
L'Aburukuwa est le plus petit des trois tambours utilisés par le peuple Asante lors des rituels et des cérémonies. L'Aburukuwa et ses tambours sœurs, le Kwadum et l' Apentemma , étaient généralement recouverts de feutre rouge et noir pour représenter la mort et le sang. Bien que les tambours soient devenus associés aux funérailles et au culte des ancêtres , ils étaient également utilisés pendant la guerre .